# Хомолка, Оскар
Оскар Хомолка (нем. Oskar Homolka, 12 августа 1898 — 27 января 1978) — австрийский актёр.

## Биография
Родился в Вене, столице Австро-Венгрии, в 1898 году. После службы в австро-венгерской армии в годы Первой мировой войны Хомолка учился в Венском университете музыки и исполнительского искусства, а свою актёрскую карьеру начал на театральной сцене. Добившись определенного успеха, он стал играть в театрах Германии, сперва в Мюнхене, а затем в Берлине. Там же в 1926 году состоялся его кинодебют в одном из немых фильмов, а в общей сложности он появился в тридцати немецких картинах, в том числе и в первом звуковом фильме страны.
После прихода к власти нацистов Хомолка переехал в Великобританию, где продолжил актёрскую карьеру, снявшись при этом у Хичкока в триллере «Саботаж» (1936). Его дальнейшая карьера была связана с работой в Голливуде, где Хомолка появился в таких картинах, как «Семь грешников» (1940), «Товарищ Икс» (1940), «С огоньком» (1941), «Анна Лукаста» (1949), «Совершенно секретно» (1952), «Зуд седьмого года» (1955), «Прощай, оружие!» (1957) и «Безумная из Шайо» (1969). При этом на киноэкранах ему часто доставались роли злодеев и советских шпионов, ученых и военных. В 1948 году Хомолка был номинирован на «Оскар» как лучший актёр второго плана в мелодраме «Я помню маму», а в 1956 году — на «Золотой глобус» за роль Кутузова в эпической картине Кинга Видора «Война и мир». В середине 1960-х он вернулся в Англию, где снялся в фильмах «Похороны в Берлине» (1966) и «Мозг ценой в миллиард долларов» (1967).
В 1967 году за выдающийся вклад в немецкое кино Хомолка был награждён специальной премией «Deutscher Filmpreis».
Хомолка был четыре раза женат. Его первой супругой была немецкая актриса еврейского происхождения Грете Мошейм, с которой он был в браке с 1928 по 1937 год. Его вторая жена, баронесса Валли Хатвани, была венгерской актрисой, которая умерла в 1937 году спустя четыре месяца после свадьбы. В 1939 году Хомолка женился на фотографе Флоренс Майер, дочери владельца «The Washington Post» Юджина Мейера. У них родилось двое сыновей, Винсент и Лоуренс, но в итоге их брак закончился разводом. Его последней женой была американская актриса Джоан Тетцел, свадьба с которой состоялась в 1949 году. Их брак продлился до смерти Тетцел в 1977 году. Сам актёр умер спустя три месяца от пневмонии в Суссексе, Англия, в возрасте 79 лет. Он был похоронен вместе с последней супругой на кладбище деревни Фэйрворт в Восточном Суссексе.

## Фильмография
- 1975 — Квиллер / Quiller — Черевенко
- 1976 — Офицер полиции / Kojak — отец Димитрий
- 1974 — Финиковая косточка / Tamarind Seed — Голицын, генерал КГБ
- 1970 — Песнь о Норвегии / Song of Norway (США) — Энгстренг
- 1970 — Палач / The Executioner — Раковский
- 1969 — Безумная из Шайо / Madwoman of Chaillot — Комиссар
- 1967 — Происшествие / Happening — Сэм
- 1968 — Странная история доктора Джекила и мистера Хайда / The Strange Case of Dr. Jekyll and Mr. Hyde — Страйкер
- 1967 — Мозг ценой в миллиард долларов[англ.] / Billion Dollar Brain — полковник КГБ Сток
- 1966 — Похороны в Берлине[англ.] / Funeral in Berlin — полковник КГБ Сток
- 1965 — Радость в первой половине дня / Joy in the Morning — Стэн Пуласки
- 1964 — Правосудие Берка / Burke’s Law — Янек Цыбовски
- 1963 — Корабли викингов / Long Ships — Крок
- 1962 — У мальчиков свободный вечер / Boys' Night Out — доктор
- 1960 — Мистер Сардоникус — Крулл
- 1958 — Театр-90 / Playhouse 90 (сериал). Заговор с целью убить Сталина / The Plot to Kill Stalin — Никита Хрущёв
- 1958 — Ключ — капитан Ван Дам
- 1958 — «Буря[итал.]» (1958) — Савельич
- 1957—1960 — Альфред Хичкок представляет / Alfred Hitchcock Presents — Ян Вандер Кло / Карпиус / Карл Камински
- 1957 — Прощай, оружие! / Farewell to Arms — доктор Эммерих
- 1956 — Война и мир / Guerra e pace — Кутузов
- 1955 — Зуд седьмого года / Seven Year Itch — доктор Брубакер
- 1954 — Военнопленный / Prisoner of War — Никита Бирошилов, советский полковник
- 1952 — Мистер Поттс едет в Москву. Совершенно секретно / Top Secret — Зеков
- 1949 — Анна Лукаста — Джо Лукаста
- 1947 — Магазин на Слай-корнер — Дескиус Хейсс
- 1943 — Миссия в Москву / Mission to Moscow — Максим Литвинов
- 1941 — С огоньком / Ball of Fire — профессор Гуркаков
- 1941 — Ярость в небесах / Rage in Heaven — доктор Рамо
- 1940 — Товарищ Икс / Comrade X — комиссар Васильев
- 1940 — Семь грешников / Seven Sinners — Антро
- 1936 — Саботаж / Woman Alone — Карл Антон Верлок
- 1936 — Rhodes of Africa — Пауль Крюгер
- 1931 — Im Geheimdienst — генерал-майор Ланской
- 1931—1914, die letzten Tage vor dem Weltbrand — министр Сазонов
- 1930 — Дело Дрейфуса / Dreyfus Case — майор Фердинанд Эстерхази
- 1927 — Трагедия улицы / Dirnentragödie — Антон
- 1927 — Пылающие границы / Brennende Grenze — матрос